# Hypena strigulata
Hypena strigulata là một loài bướm đêm trong họ Erebidae.